# الوكالة الكندية لفحص الأغذية
الوكالة الكندية لفحص الأغذية (بالإنجليزية: Canadian Food Inspection Agency)‏ تأسست في عام 1997 و هي الوكالة الحكومية الفيدرالية المسؤولة عن سلامة الأغذية في كندا لكنها تعمل أيضا في مجال البيئة والاقتصاد الزراعي الغذائي، صحة الحيوان ووقاية النباتات بالإضافة للأمن الصحي.
يديرها رئيس يقدم تقاريره إلى وزير الزراعة ويساعد الرئيس فريق إدارة، مما يساعد الوكالة على الإيفاء بالتزاماتها العلمية وضمان استمرارية الإنتاج الغذائي من الإنتاج الأولي حتى تجارة التجزئة.

## وصلات خارجية
- المحطات المحلية